# プリンシペ・クレオール語
プリンシペ・クレオール語(プリンシペ・クレオールご、lunguyê)は、ポルトガル語系のクレオール言語である。サントメ・プリンシペで話されており、ポルトガル語を基層言語としている。

## 概要
現在、プリンシペ・クレオール語はサントメ・プリンシペの若者の間では話されておらず、そのため、話者数が急速に減少している。

## 音韻

### 母音[1]
|      | 前舌 | 中央 | 後舌 |
| ---- | ---- | ---- | ---- |
| 狭   | [i]  |      | [u]  |
| 中央 | [e]  |      | [o]  |
| 広   | [ɛ]  | [a]  | [ɔ]  |